# Zikanapis zikani
Zikanapis zikani är en biart som först beskrevs av Heinrich Friese 1925.  Zikanapis zikani ingår i släktet Zikanapis och familjen korttungebin. Inga underarter finns listade i Catalogue of Life.